# 本田XLR250R偵察摩托車
XLR250R偵察摩托車是陸上自衛隊採購的本田技研工業XLR250R機車軍用版、有強力的輕型氣冷單汽缸引擎搭載，前輪有油壓式碟型煞車。
當時最新型的XLR250R在低・中速都有不錯性能還特別加強越野性。車體設計採高張力鋼管・高張力鋼板搭配使用，重量僅１１１kg（加油車重１２１kg）。
在軍中主要是偵察用途，陸上自衛隊師團（旅團）級的偵察隊配備。基本的構造和民用版一樣只有後方無線電機置放架稍有不同。後來逐步更換成KLX機車後本車才漸漸汰換但是數量上來看XLR250R還是主力用車。普通科情報小隊和戰車中隊偵察小隊都還能看到不少。

## 參考文獻

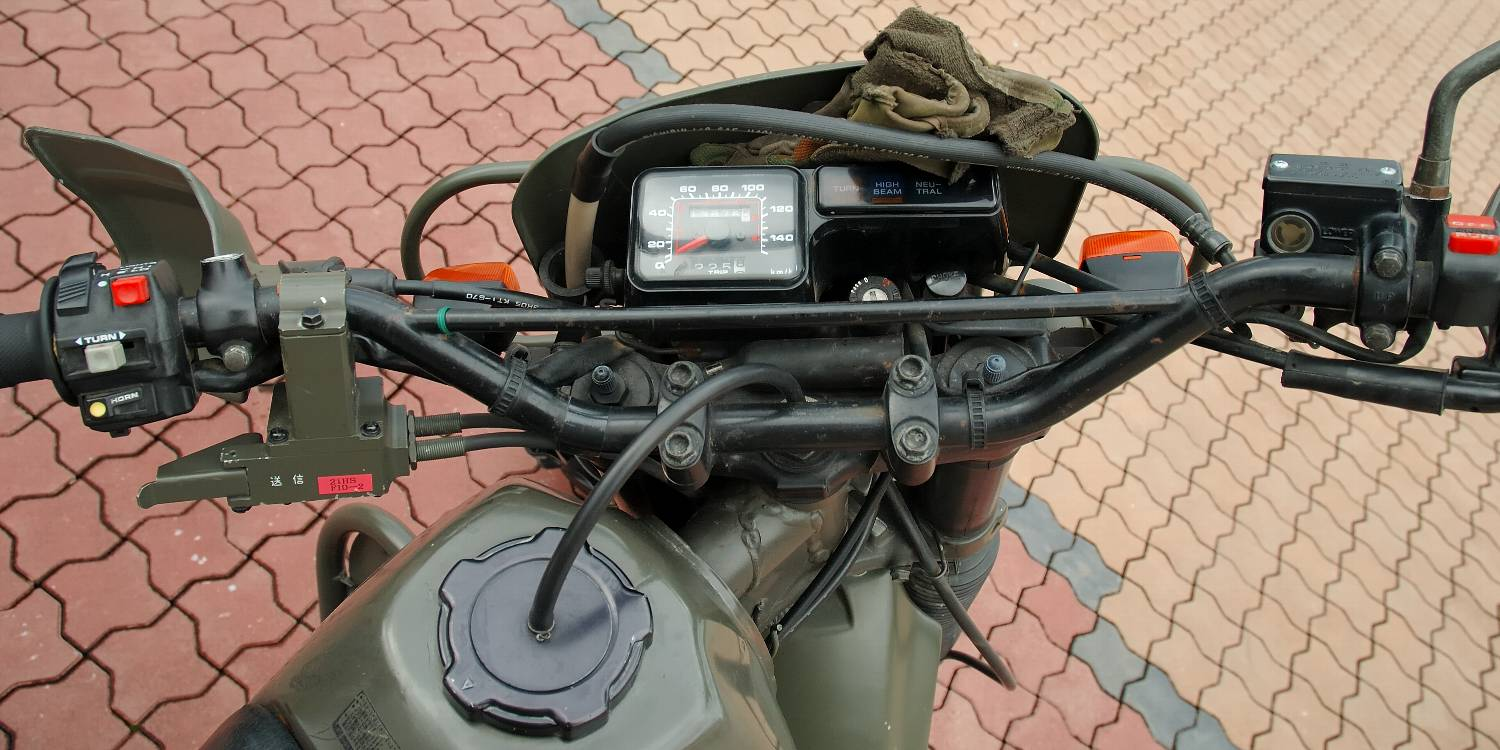
儀表版

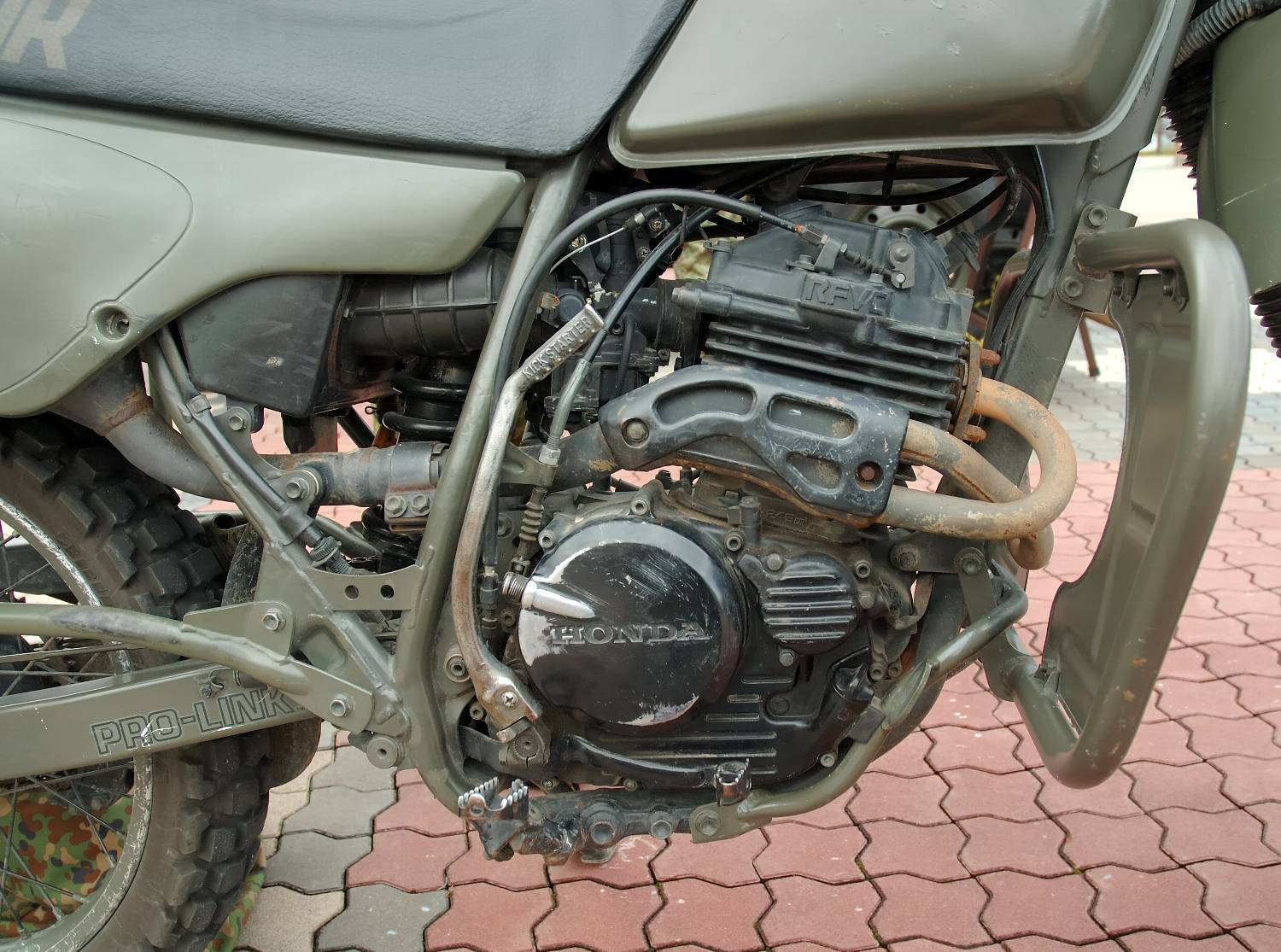
引擎

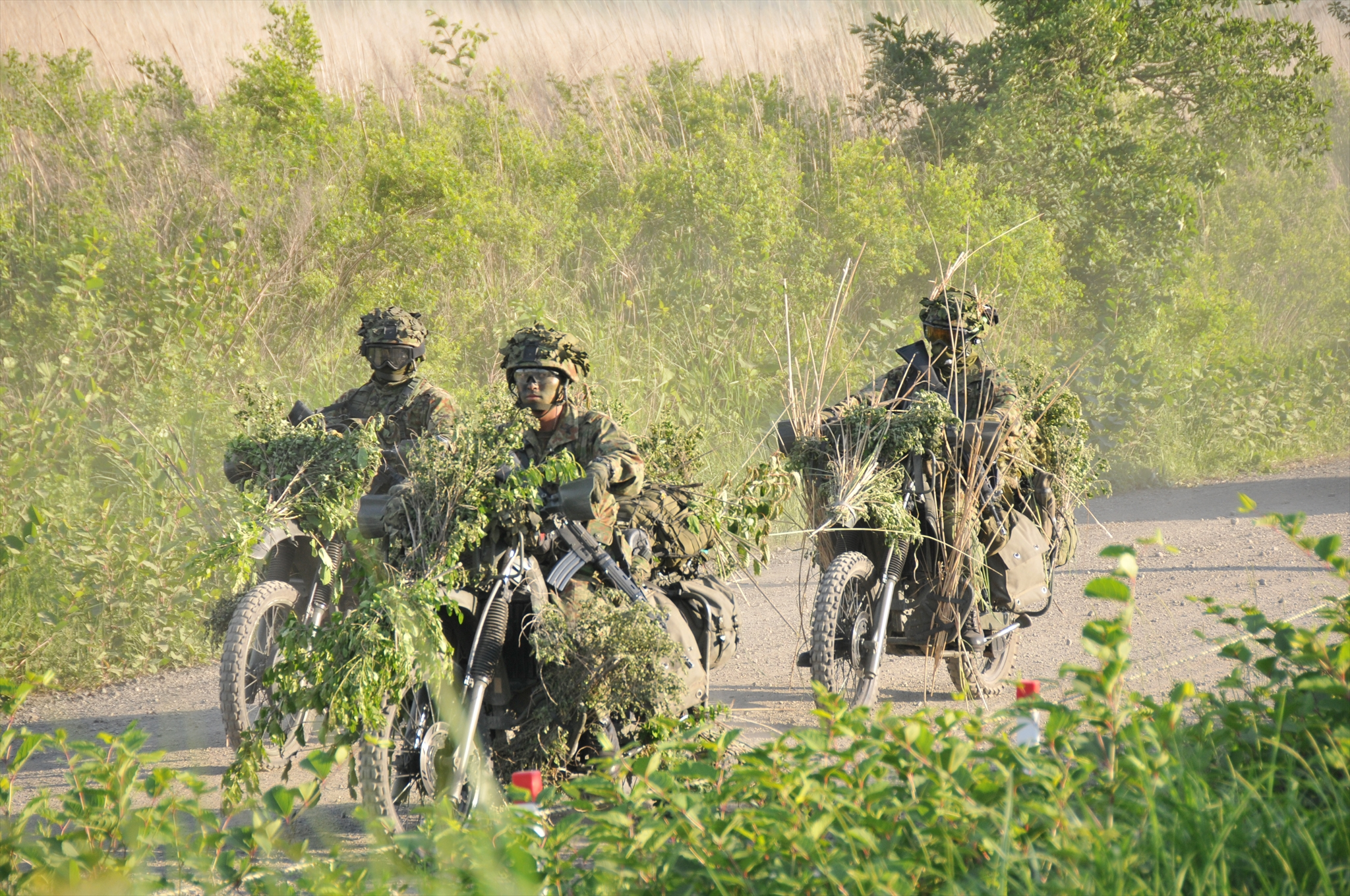

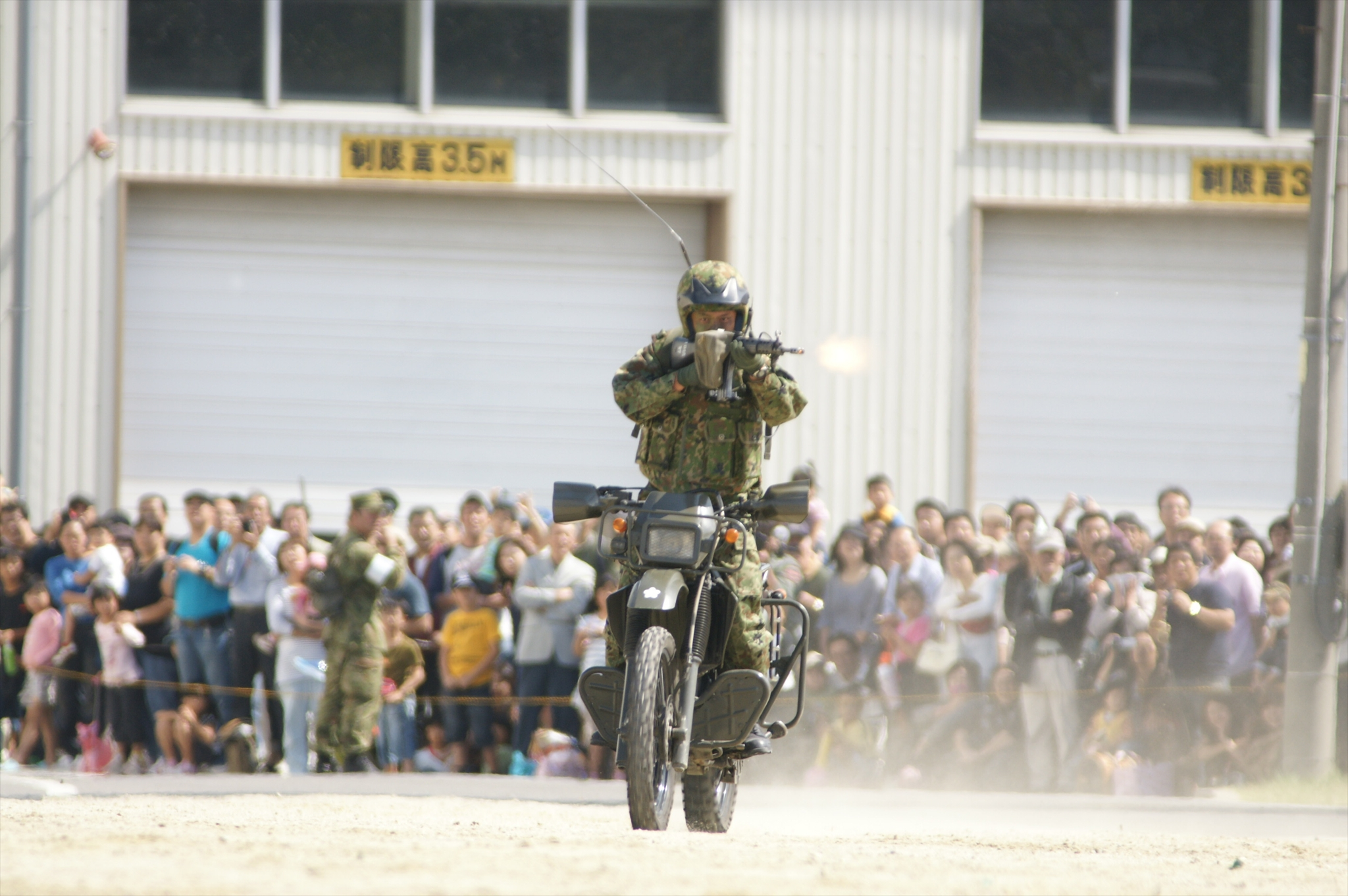